# 奧普克河
51°28′5.01″N 7°59′22.15″E / 51.4680583°N 7.9894861°E
奧普克河（德語：Aupke），是德國的河流，位於該國西部，處於北萊茵-威斯特法倫州，屬於默訥河的左支流，河道全長5.5公里，流域面積7.3平方公里。